# Метро (мюзикл)
«Метро» (англ. Metro) ― польский мюзикл с музыкой Януша Стоклосы и текстами Агаты и Марины Миклашевских. Поставленный хореографом и режиссёром Янушем Юзефовичем, он был профинансирован и первоначально спродюсирован Виктором Кубяком. Пьеса, первоначально поставленная 31 января 1991 года в Варшавском драматическом театре, имела большой успех в Польше и примечательна большим количеством молодых артистов, которые начали свою карьеру именно в ней. Среди них: Эдита Гурняк, Катажина Гронец, Роберт Яновский, Михал Милович и Наташа Урбанская .
В 1992 году мюзикл открылся на Бродвее в театре Минскофф, но вскоре был закрыт из-за неблагоприятных отзывов. В 1997 году мюзикл переехал в театр Studio Buffo в Варшаве, где он до сих пор идет в упрощенной аранжировке после более чем 2100 выступлений в общей сложности. По оценкам, за ним наблюдали ок. 2 миллиона зрителей.

## Сюжет
Сюжетная линия сосредоточена на группе подростков, которые по разным причинам решили жить в туннелях метро. Каждый из них привносит свою собственную историю и мечты. Подростки принимают участие в кастинге в театр, но у них ничего не получается, и из-за этого они решают организовать свой собственный мюзикл на станции метро. После успеха андеграундного шоу они получают предложение о работе от театра, который ранее их отверг. Возникает дилемма, идти ли за деньгами или за мечтами.

## Производство
Впервые мюзикл Метро был поставлен 31 января 1991 года в Варшавском драматическом театре. Поставленный хореографом и режиссёром Янушем Юзефовичем, мюзикл был профинансирован и первоначально спродюсирован Виктором Кубяком.
В 1997 году мюзикл переехал в театр Studio Buffo в Варшаве, где он до сих пор идет в упрощенной аранжировке после более чем 2100 выступлений в общей сложности. По оценкам, за ним наблюдали около 2 миллионов зрителей.

## Бродвей
Мюзикл открылся на Бродвее в театре Минскофф 16 апреля 1992 года и закрылся 26 апреля 1992 года после 13 представлений и 24 предварительных просмотров. Тексты песен были переведены Мэри Брэкен Филлипс, а режиссёром и хореографом был Януш Юзефович. Хотя он был номинирован на премию Тони за лучшую оригинальную партитуру, он получил смешанные отзывы и вскоре был закрыт. Постановка 1998 года в Москве оказалась успешной, и мюзикл до сих пор время от времени ставится как в Польше, так и в России. 
В ролях:
Филипп-Дмитрий Певцов/Александр Лазарев/Филипп Киркоров
Макс-Серебряков/Гоша Куценко
Иван-Павел Майков/Валерий Боровинских
Платон-заика-Дмитрий Бурлаков
Девушка из церковного хора-Юлия Лобанова
Подруга наркомана-Макарская Виктория/Анастасия Сапожникова
Девушка из глубинки-Анастасия Сапожникова
Девушка с яблоком-Маргарита Вишнева
Жаклин-Жаклин Мигаль
Катя-Екатерина Корнейчук
Колибри-Александр Голубев
Крутой-Александр Куликов
Теона-Теона Контридзе)
Кришнаитка-Кэти Дольникова
Карузо-Тимур Ведерников/Антон Дёров
Девушка с гармошкой-Наталья Цуканова
Парень одетый как Элвис-Дмитрий Варенкин
Парень с контрабасом-Илья Углава